# Acrobleps
Acrobleps is een monotypisch geslacht van spinnen uit de  familie van de Dwergkogelspinnen (Anapidae).

## Soort
- Acrobleps hygrophilus Hickman, 1979